# Molophilus pennipes
Molophilus pennipes är en tvåvingeart som beskrevs av Alexander 1921. Molophilus pennipes ingår i släktet Molophilus och familjen småharkrankar. Inga underarter finns listade i Catalogue of Life.